# 1969年の映画
1969年の映画（1969ねんのえいが）では、1969年（昭和44年）の映画分野の動向についてまとめる。
1968年の映画 - 1969年の映画 - 1970年の映画

## 出来事

### 世界
- 米国、7月公開『イージー・ライダー』（デニス・ホッパー監督）[1]、9月公開『明日に向って撃て!』（ジョージ・ロイ・ヒル監督）[2]などニューシネマ隆盛[3]。
- 2月26日 - フランス、コスタ＝ガヴラス監督『Z』公開[3][4]。
- 7月23日 - 今井正監督『橋のない川』、第6回モスクワ映画祭〔ソ連映画人同盟賞〕受賞[5]
- 8月9日 - 米国、ロマン・ポランスキー監督夫人、シャロン・テート惨殺事件発生[6][3]。
- 月日不詳
  - 米国、バーブラ・ストライサンド、ポール・ニューマン、シドニー・ポワチエがファースト・アーティスツ・ピクチャーズ（英語版）（FAP）設立[7][3]。1971年にスティーブ・マックイーン、1976年にダスティン・ホフマンが合流[7]。
  - ヴェネツィア国際映画祭においてコンペティション部門が廃止された[要出典]。1980年に再開されるまで受賞作はなし[要出典]。

### 日本
- 1月
  - 昭和43年度全国映画館数3814館（前年比305館減）、入場者数3億1339万人（前年比93.5%）、興行収入820億2600万円（前年比103.9%）[8][9]。
  - 1月16日 - 外配協（外国映画輸入配給協会）、NCC（ニュー・シネマ・コーポレーション）[注 1]の新加入を承認[8]。
  - 1月31日 - 日活、日活調布撮影所の一部を2年後に引渡しの条件で電気通信共済会〔現・NTTグループの共済会〕に売却[8]。
- 2月
  - 独立プロの『橋のない川』（今井正監督）がヒット[10]。スタープロ製作映画、三船プロダクション『風林火山』（3月公開）と石原プロモーションの『栄光への5000キロ』（7月公開）も共にヒット[10]。
  - 2月8日 - 東映ニュース第471号、第23回毎日映画コンクールでニュース映画賞受賞[11]。
- 3月
  - 前年12月に黒澤明監督が解任されたアメリカ戦争映画『トラ・トラ・トラ!』に舛田利雄、深作欣二両監督が起用される[10]。
  - 3月18日 - 東映、『長靴をはいた猫』を含む『東映まんがまつり』を公開し[12]、契約館115館中91館が過去の「まんが週間」の記録を更新する大ヒット[13][14]。これにより、『東映まんがまつり』が定着した[14]。
  - 3月26日 - 新日本興業が「東急レクリエーション」と改称[8]。
  - 3月27日 - 東宝作品の海外輸出を主業務に、東宝国際設立[8]。
- 4月
  - 4月1日
    - 消防法改正施行、防炎規制開始[8]。
    - UHFテレビ12局、本放送開始[8]。

  - 4月10日 - ウォルト・ディズニー映画が「ブエナ・ビスタ映画会社」と改称[8]。
- 5月
  - フジテレビ・ドラマの映画化『若者は行く -続若者たち-』がヒット[10]。
  - 5月1日 - 東京有楽町・東宝ツインタワービル竣工[8]。
  - 5月7日 - 東京国立近代美術館完成[8]。
  - 5月14日 - 日本初の超高層ビル「霞が関ビル」をテーマにした劇映画『超高層のあけぼの』（東映、鹿島建設、日本技術映画社）封切、ヒット[11]。
- 6月 
  - 日本ヘラルド映画と虫プロダクション提携第1作目の長編アニメ『千夜一夜物語』が公開[10]。
  - 6月9日 - 東宝、自動映写装置ファスコン第1号機を東京・みゆき座に設置した[15]。
- 7月 
  - 黒澤明、木下惠介、市川崑、小林正樹ら4監督が「四騎の会」結成[10]。
  - 7月2日 - 映画監督・成瀬巳喜男（63歳）死去[16][15]。
  - 7月17日 - 俳優・市川雷蔵（37歳）死去[16][15]。
- 8月
  - 松竹、山田洋次監督・渥美清主演映画『男はつらいよ』第1作公開[10][16]、大ヒット[16]。
  - 国税庁、昭和43年（1968年）の全国映画館興行成績を発表、入場者数3億1300万人・興行収入820億円[15]。
- 9月
  - FOXムービートーン・ニュースが配給業務を中止、外国資本の劇場用ニュース全廃[8]。
- 10月
  - ソニー、ビデオカセット開発[17][18]。
  - 10月31日 - 東京・新宿区歌舞伎町の新宿東宝会館が落成、同ビル収容の映画館・新宿プラザ劇場もオープン[15]。
- 11月
  - 11月30日 - 大阪・阪急プラザ劇場新築オープン[19]。
- 12月
  - 全興連、「入場税に対する請願」を国会に提出[8]。
  - 静岡県磐田市、総合娯楽施設「日活ゴールデンハイツ」内にドライブインシアター開場[20]。
  - 12月1日 - オール東映タレント募集開始[11]。
  - 12月21日 - 名古屋・名宝会館が改築オープン、同ビル収容の4映画館、名古屋宝塚劇場・名宝スカラ座・名宝文化劇場・名宝シネマもリニューアルオープン[19]。
  - 12月27日
    - 松竹会長・大谷竹次郎（92歳）死去[17][19]。
    - 『渡世人列伝』（小沢茂弘監督） / 『新網走番外地 さいはての流れ者』（佐伯清監督）[21]封切、ヒット[11]。

## 日本の映画興行
- 入場料金（大人）
  - 500円[22]
  - 700円（邦画封切館）[23]
  - 映画館・映画別
    - 450円（松竹、8月公開『男はつらいよ』）[24]
    - 500円（松竹、11月公開『続・男はつらいよ』）[25]

  - 326円（統計局『小売物価統計調査（動向編） 調査結果』[26] 銘柄符号 9341「映画観覧料」）[27]
- 入場者数 2億8398万人[9] - 映画人口が3億人を下回る[28]。
- 興行収入 838億500万円[9]

| 配給会社 | 年間配給収入 (単位：百万円) | 前年対比 |
| -------- | --------------------------- | -------- |
| 松竹     | 2,228                       | 106.4%   |
| 東宝     | 4,297                       | 095.0%   |
| 大映     | 2,986                       | 084.2%   |
| 東映     | 6,084                       | 114.2%   |
| 日活     | 2,851                       | 081.0%   |

出典: 東宝 編『東宝75年のあゆみ 1932 - 2007 資料編』（PDF）東宝、2010年4月、48頁。

## 各国ランキング

### 日本配給収入ランキング
| 順位 | 題名                      | 配給             | 配給収入    |
| ---- | ------------------------- | ---------------- | ----------- |
| 1    | 栄光への5000キロ          | 松竹映配         | 6億5000万円 |
| 2    | 日本海大海戦              | 東宝             | 3億6000万円 |
| 2    | 超高層のあけぼの          | 東映             | 3億6000万円 |
| 4    | 人斬り                    | 大映             | 3億5000万円 |
| 5    | 千夜一夜物語              | 日本ヘラルド映画 | 2億9000万円 |
| 6    | 御用金                    | 東宝             | 2億5000万円 |
| 7    | 新網走番外地 流人岬の血斗 | 東映             | 1億8000万円 |
| 7    | 日本侠客伝 花と龍         | 東映             | 1億8000万円 |
| 9    | 日本暗殺秘録              | 東映             | 1億6000万円 |
| 9    | コント55号 人類の大弱点   | 東宝             | 1億6000万円 |

出典:『キネマ旬報ベスト・テン85回全史 1924-2011』キネマ旬報社〈キネマ旬報ムック〉、2012年5月、260頁。ISBN 978-4873767550。
| 順位 | 題名                                | 製作国                                           | 配給                       | 配給収入    |
| ---- | ----------------------------------- | ------------------------------------------------ | -------------------------- | ----------- |
| 1    | ブリット                            | アメリカ合衆国の旗                               | ワーナー・ブラザース       | 4億4020万円 |
| 2    | チキ・チキ・バン・バン              | イギリスの旗 · アメリカ合衆国の旗                | ユナイテッド・アーティスツ | 3億5374万円 |
| 3    | ウエスト・サイド物語 （リバイバル） | アメリカ合衆国の旗                               | ユナイテッド・アーティスツ | 2億6609万円 |
| 4    | 荒鷲の要塞                          | イギリスの旗 · アメリカ合衆国の旗                | ＭＧＭ                     | 2億6349万円 |
| 5    | マッケンナの黄金                    | アメリカ合衆国の旗                               | コロンビア ピクチャーズ    | 2億2491万円 |
| 6    | 新・黄金の七人 7×7                  | イタリアの旗                                     | 東和                       | 2億1000万円 |
| 7    | 空軍大戦略                          | イギリスの旗 · 西ドイツの旗 · アメリカ合衆国の旗 | ユナイテッド・アーティスツ | 2億0454万円 |
| 8    | あの胸にもういちど                  | イギリスの旗 · フランスの旗                      | 東和                       | 1億9000万円 |
| 9    | カラマーゾフの兄弟                  | ソビエト連邦の旗                                 | 東和                       | 1億8500万円 |
| 10   | 北極の基地/潜航大作戦               | アメリカ合衆国の旗                               | ＭＧＭ                     | 1億7966万円 |

出典:『キネマ旬報ベスト・テン85回全史 1924-2011』キネマ旬報社〈キネマ旬報ムック〉、2012年5月、261頁。ISBN 978-4873767550。

### 北米興行収入ランキング
| 順位 | 題名                        | スタジオ                   | 興行収入     | 出典   |
| ---- | --------------------------- | -------------------------- | ------------ | ------ |
| 1.   | 明日に向って撃て            | 20世紀フォックス           | $102,308,889 | [ 29 ] |
| 2.   | 真夜中のカーボーイ          | ユナイテッド・アーティスツ | $44,785,053  | [ 30 ] |
| 3.   | イージーライダー            | コロンビア ピクチャーズ    | $41,728,598  | [ 31 ] |
| 4.   | ハロー・ドーリー!           | 20世紀フォックス           | $33,208,099  | [ 32 ] |
| 5.   | ボブ&キャロル&テッド&アリス | コロンビア映画             | $31,897,253  | [ 33 ] |
| 6.   | ペンチャー・ワゴン          | パラマウント映画           | $31,678,778  | [ 34 ] |
| 7.   | 勇気ある追跡                | パラマウント映画           | $31,132,592  | [ 35 ] |
| 8.   | サボテンの花                | コロンビア映画             | $25,889,208  | [ 36 ] |
| 9.   | さよならコロンバス          | パラマウント映画           | $22,939,805  | [ 37 ] |
| 10.  | 女王陛下の007               | ユナイテッド・アーティスツ | $22,774,493  | [ 38 ] |

## 日本公開映画
1969年の日本公開映画を参照。

## 受賞
- 第42回アカデミー賞
  - 作品賞 - 『真夜中のカーボーイ』
  - 監督賞 - ジョン・シュレシンジャー（『真夜中のカーボーイ』）
  - 主演男優賞 - ジョン・ウェイン（『勇気ある追跡』）
  - 主演女優賞 - マギー・スミス（『ミス・ブロディの青春（英語版）』）

- 第27回ゴールデングローブ賞
  - 作品賞 (ドラマ部門) - 『1000日のアン』
  - 主演女優賞 (ドラマ部門) - ジュヌヴィエーヴ・ビジョルド（『1000日のアン』）
  - 主演男優賞 (ドラマ部門) - ジョン・ウェイン（『勇気ある追跡』）
  - 作品賞 (ミュージカル・コメディ部門) - 『サンタヴィットリアの秘宝』
  - 主演女優賞 (ミュージカル・コメディ部門) - パティ・デューク（『ナタリーの朝』）
  - 主演男優賞 (ミュージカル・コメディ部門) - ピーター・オトゥール（『チップス先生さようなら』）
  - 監督賞 - チャールズ・ジャロット（『1000日のアン』）

- 第35回ニューヨーク映画批評家協会賞 - 『Z』

- 第22回カンヌ国際映画祭
  - グランプリ - 『If もしも....』（リンゼイ・アンダーソン）
  - 監督賞 - グラウベル・ローシャ（『アントニオ・ダス・モルテス）、ヴォイチェフ・ヤスニー（『猫に裁かれる人たち』）
  - 男優賞 - ジャン＝ルイ・トランティニャン（『Z』）
  - 女優賞 - ヴァネッサ・レッドグレイヴ（『裸足のイサドラ』）

- 第30回ヴェネツィア国際映画祭
  - 金獅子賞 - 受賞作なし

- 第19回ベルリン国際映画祭
  - 金熊賞 - 『Rani Radovi』

- 第43回キネマ旬報ベスト・テン
  - 外国映画第1位 - 『アポロンの地獄』
  - 日本映画第1位 - 『心中天網島』

- 第24回毎日映画コンクール
  - 日本映画大賞 - 『心中天網島』

- 第24回文化庁芸術祭大賞
  - 映画部門（日本劇映画） - 受賞作なし
  - 映画部門（日本記録映画） - 『くらしを描く』[39]
  - 映画部門（外国映画） - 『真夜中のカーボーイ』[40][41]

## 誕生
- 1月3日 - 吉田栄作、日本の俳優
- 2月6日 - 福山雅治、日本の俳優・歌手
- 2月11日 - ジェニファー・アニストン、アメリカの女優
- 2月27日 - 富田靖子、日本の女優
- 3月18日 - 芳本美代子、日本の歌手・女優
- 3月28日 - 的場浩司、日本の俳優
- 4月3日 - 田辺誠一、日本の俳優
- 4月5日 - 杉浦幸、日本の女優
- 4月5日 - 千堂あきほ、日本の女優
- 4月25日 - レニー・ゼルウィガー、アメリカの女優
- 5月7日 - 佐藤二朗、日本の俳優
- 5月20日 - 高橋和也、日本の俳優
- 5月30日 - 河瀨直美、日本の映画監督
- 7月17日 - 北村一輝、日本の俳優
- 7月24日 - ジェニファー・ロペス、アメリカの歌手・女優
- 8月12日 - 東幹久、日本の俳優
- 8月18日 - エドワード・ノートン、アメリカの俳優
- 9月2日 - 横山めぐみ、日本の女優
- 9月5日 - 國府田マリ子、日本の声優
- 9月23日 - 鈴木杏樹、日本の女優
- 9月28日 - 仙道敦子、日本の女優
- 10月3日 - 石田ゆり子、日本の女優
- 11月13日 - ジェラルド・バトラー、イギリスの俳優
- 11月17日 - 置鮎龍太郎、日本の声優
- 12月4日 - 浅香唯、日本の歌手・女優
- 12月20日 - 横山智佐、日本の声優
- 12月21日 - ジュリー・デルピー、フランスの女優

## 死去
| 日付 | 日付 | 名前                           | 国籍                                  | 年齢 | 職業               |
| 2月  | 2日  | ボリス・カーロフ               | イギリスの旗                          | 81   | 俳優               |
| 2月  | 4日  | セルマ・リッター               | アメリカ合衆国の旗                    | 63   | 女優               |
| 5月  | 27日 | ジェフリー・ハンター           | アメリカ合衆国の旗                    | 42   | 俳優               |
| 6月  | 8日  | ロバート・テイラー             | アメリカ合衆国の旗                    | 57   | 俳優               |
| 6月  | 22日 | ジュディ・ガーランド           | アメリカ合衆国の旗                    | 47   | 女優               |
| 7月  | 2日  | 成瀬巳喜男                     | 日本の旗                              | 63   | 映画監督           |
| 7月  | 5日  | レオ・マッケリー               | アメリカ合衆国の旗                    | 70   | 映画監督           |
| 7月  | 15日 | ペーター・ファン・アイク       | ドイツの旗                            | 55   | 俳優               |
| 7月  | 17日 | 市川雷蔵                       | 日本の旗                              | 37   | 俳優               |
| 8月  | 9日  | シャロン・テート               | アメリカ合衆国の旗                    | 26   | 女優               |
| 10月 | 12日 | ソニア・ヘニー                 | ノルウェーの旗                        | 57   | スケート選手・女優 |
| 12月 | 12日 | ジョセフ・フォン・スタンバーグ | オーストリアの旗 · アメリカ合衆国の旗 | 75   | 映画監督           |